# اولی مارس
آلی مِرس (انگلیسی: Olly Murs؛ زادهٔ ۱۴ مهٔ ۱۹۸۴) یک موسیقی‌دان اهل بریتانیا است. ولی از فینالیست‌های مسابقه اکس فکتور در سال ۲۰۰۹ بود. ترانه‌های معروف وی که در چارت انگلستان به رتبه یک رسیدند لطفاً نگذار جدا شویم، و دردسرساز هستند.